# جاي إس. إيوارت
جاي إس. إيوارت هو محامي كندي، ولد في 11 أغسطس 1849، وتوفي في 21 فبراير 1933.